# پریمیر (مجله)
پریمیر (به انگلیسی: Premiere) مجله آمریکایی، که ماهانه توسط کمپانی هاچته فیلیپاچی مدیا آمریکا بین سال‌های ۱۹۸۷ تا ۲۰۱۰ منتشر می‌شد. نسخه اصلی مجله در فرانسه در سال ۱۹۷۶ تأسیس شد و هم‌چنان تا به امروز منتشر می‌شود.